# Night on Earth (banda sonora)
Night on Earth es una álbum del músico estadounidense Tom Waits, publicado en 1992 por Island Records como banda sonora de la película homónima de Jim Jarmusch, estrenada un año antes.

## Lista de canciones
Todos los temas compuestos por Tom Waits excepto donde se anota.
| N.º | Título                                                                              | Escritor(es)  | Duración |  |
| 1.  | «Back in the Good Old World (Gypsy)»                                                | Waits/Brennan | 2:30     |  |
| 2.  | «Los Angeles Mood (Chromium Descensions)» (Instrumental)                            |               | 2:35     |  |
| 3.  | «Los Angeles Theme (Another Private Dick)» (Instrumental)                           |               | 4:28     |  |
| 4.  | «New York Theme (Hey, You Can Have that Heart Attack Outside Buddy)» (Instrumental) |               | 4:03     |  |
| 5.  | «New York Mood (New Haircut and a Busted Lip)» (Instrumental)                       |               | 2:38     |  |
| 6.  | «Baby, I'm Not a Baby Anymore (Beatrice Theme)» (Instrumental)                      |               | 1:58     |  |
| 7.  | «Good Old World (Waltz)»                                                            |               | 2:46     |  |
| 8.  | «Carnival (Brunello Del Montalcino)» (Instrumental)                                 |               | 3:05     |  |
| 9.  | «On the Other Side of the World»                                                    | Waits/Brennan | 5:19     |  |
| 10. | «Good Old World (Gypsy Instrumental)»                                               |               | 2:19     |  |
| 11. | «Paris Mood (Un De Fromage)» (Instrumental)                                         |               | 2:38     |  |
| 12. | «Dragging a Dead Priest» (Instrumental)                                             |               | 4:00     |  |
| 13. | «Helsinki Mood» (Instrumental)                                                      |               | 4:10     |  |
| 14. | «Carnival Bob's Confession» (Instrumental)                                          |               | 2:17     |  |
| 15. | «Good Old World (Waltz)»                                                            | Waits/Brennan | 3:56     |  |
| 16. | «On the Other Side of the World» (Instrumental)                                     |               | 3:59     |  |

## Personal
- Josef Brinckmann: acordeón
- Matthew Brubeck: chelo
- Ralph Carney: trompeta, saxofón alto, saxofón tenor, clarinete y bombardino barítono
- Joe Gore: guitarra y banjo
- Clark Suprynowitz: bajo
- Francis Thumm: harmonium, y órgano
- Tom Waits: voz, piano, pump organ, batería y percusión